# Виллюм Тоур Виллюмссон
Ви́ллюм То́ур Ви́ллюмссон (исл. Willum Þór Willumsson; род. 23 октября 1998, Рейкьявик) — исландский футболист, полузащитник английского клуба «Бирмингем Сити» и сборной Исландии.

## Клубная карьера

### «Брейдаблик»
Начал футбольную карьеру в юниорском составе футбольного клуба «Брейдаблик», с 2016 года начал играть в основном составе. В течение сезона 2017 году постепенно стал игроком основного состава. В чемпионате 2018 года тренерский штаб всё больше доверял Виллюмссону и он закончил сезон в качестве лидера команды, имея в активе 19 игр и забив 6 голов. 

### БАТЭ
В 2019 году перешёл в БАТЭ. Дебютировал за клуб 6 апреля 2019 года в матче против «Энергетика-БГУ», выйдя на замену вместо Берёзкина на 71 минуте матча. В сезоне 2019 года в основном начинал матч на лавке запасных. Первый свой гол за борисовчан игрок забил 5 октября 2019 года в матче против «Слуцка». 
Сезон 2020 года начал уже больше как игрок основного состава, однако несколько матчей пропустил из за травм. 24 мая 2020 года выиграл свой первых трофей с борисовским клубом, а именно Кубок Беларуси. В матче против «Динамо-Брест» борисовчане выиграли с минимальным счётом в дополнительное время (1:0). 
Перед началом нового сезона проиграл солигорскому «Шахтёру» в финале за Суперкубок. Сезон 2021 года почти весь пропустил из за травмы. Однако из за травмы в кубковых матчах игрок пропустил только финал, где БАТЭ выиграл у «Ислочи», и игрок стал двукратным победителем Кубка Беларуси. После травмы игрок вышел на поле только единожды против «Руха» 25 сентября 2021 года. 
В феврале 2022 года продлил свой контракт с клубом до конца сезона. 5 марта 2022 года стал обладателем Суперкубка Беларуси, где в финале борисовчане переиграли «Шахтёр». В матче 9 марта 2022 года против «Торпедо-БелАЗ» в Кубке Беларуси отметился забитым голом. В чемпионате первым голом в сезоне отметился 10 апреля 2022 года против могилёвского «Днепра». В финале за Кубок Беларуси проиграл «Гомелю» со счётом 1:2 и стал серебряным призёром турнира. В июле 2022 года появилась информация, что футболист покинет борисовский клуб и перейдёт в клуб из чемпионата Нидерландов.

### «Гоу Эхед Иглз»
В июле 2022 года перешёл в нидерландский «Гоу Эхед Иглз», подписав с клубом двухлетний контракт. Дебютировал за клуб 7 августа 2022 года в матче против клуба «АЗ». Дебютный гол за клуб забил 1 октября 2022 года в матче против амстердамского «Аякса». Футболист сразу же смог закрепиться в основной команде клуба, став одним из лидеров. По итогу сезона вместе с клубом занял одиннадцатое итоговое место в чемпионате, также став лучшим бомбардиром клуба с 9 забитыми голами.

### «Бирмингем Сити»
19 июля 2024 года перешёл в английский клуб «Бирмингем Сити», подписав четырёхлетний контракт. 10 августа дебютировал за клуб в матче Лиги 1 против «Рединга». 17 августа забил дебютный гол в гостевом матче с «Уиком Уондерерс», принеся своей команде победу (2:3).

## Карьера в сборной
В 2016 году провёл два матча в составе юниорской (U-19) сборной Исландии. В 2018 году играл уже в молодёжной (U-21) сборной своей страны, проведя в её рядах пять встреч.
15 января 2019 года дебютировал в национальной команде Исландии, выйдя на замену на 69-й минуте товарищеского матча против сборной Эстонии. В мае 2022 года, после долгого перерыва, получил вызов в сборную.

## Достижения
«Брейдаблик»
- Серебряный призёр чемпионата Исландии: 2018.

БАТЭ
- Серебряный призёр чемпионата Беларуси (3): 2019, 2020, 2021.
- Обладатель Кубка Беларуси (2): 2019/20, 2020/21
- Обладатель Суперкубка Беларуси : 2022

«Бирмингем Сит»
- Победитель Лиги 1: 2024/25